# Tumbaya (departamento)

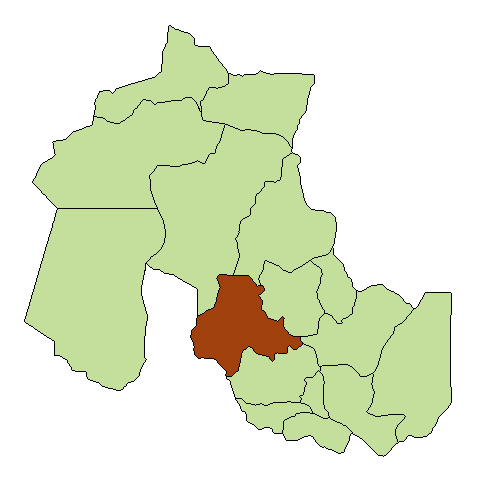
Locator maps of departments of Jujuy Province, Tumbaya Department

Tumbaya é um departamento da província de Jujuy.